# Erazm Semkowicz
Erazm Jan Semkowicz (ur. 8 listopada 1872 we Lwowie, zm. 15 marca 1945 w Sanoku) – polski prawnik, sędzia, adwokat, działacz społeczny, polityk, senator I kadencji w II RP.

## Życiorys
Urodził się 8 listopada 1872 we Lwowie . W 1891 ukończył VIII klasę i zdał egzamin dojrzałości w C. K. Wyższym Gimnazjum w Tarnopolu (w jego klasie był m.in. Feliks Joszt). Podczas studiów na Wydziale Prawa Uniwersytecie Franciszkańskim we Lwowie na drugim roku w listopadzie 1892 został mianowany aplikantem w Krajowym Archiwum Aktów Grodzkich i Ziemskich we Lwowie, na trzecim roku w styczniu 1894 otrzymał stypendium z fundacji Głowińskiego. Ukończył studia prawnicze.
Podjął służbę w galicyjskim sądownictwie jako praktykant sądowy, po czym we wrześniu 1896 został mianowany przez C. K. Wyższy Sąd Krajowy we Lwowie auskultantem sądowym. W tym charakterze był przydzielony do C. K. Sądu Krajowego we Lwowie. W sierpniu 1898 został mianowany adiunktem w C. K. Sądzie Powiatowym w Mielnicy, skąd na początku sierpnia 1899 w tym samym charakterze został przeniesiony do C. K. Sądu Obwodowego w Tarnopolu i pracował tam przez kolejne lata. W lutym 1905 mianowany sekretarzem sądowym i przeniesiony stamtąd do C. K. Sądu Powiatowego w Monasterzyskach. W tym samym charakterze od około 1906 był zatrudniony w C. K. Sądzie Krajowym we Lwowie, gdzie od około 1909 pracował w charakterze sędziego powiatowego. W styczniu 1911 został awansowany do rangi radcy sądu krajowego we Lwowie i przeniesiony do C. K. Sądu Obwodowego w Stryju. Pracował tam w kolejnych latach do końca I wojny światowej w 1918. W okresie swojej służby funkcjonował w środowisku sędziowskim we Lwowie; w marcu 1907 wybrany zastępcą sekretarza Krajowego Związku Sędziów we Lwowie, 10 listopada 1907 wybrany członkiem i sekretarzem wydziału KZS. 
Po odzyskaniu niepodległości przez Polskę do 1921 był sędzią powiatowym w Stryju . Łącznie przez 25 lat pełnił funkcję sędziego powiatowego . 19 marca 1921 został wpisany na listę adwokacką w Stryju i od tego czasu prowadził tam kancelarię adwokacką  . Jako emerytowany radca sądu i adwokat w 1922 został członkiem Okręgowej Komisji Wyborczej dla Okręgu Wyborczego nr 52 w Stryju. W tym mieście pełnił także stanowisko sędziego okręgowego . 6 listopada 1924 objął mandat senatora po zrzeczeniu się mandatu przez Zygmunta Lewakowskiego w I kadencji Senatu II RP 1922-1927  . Formalnie był parlamentarzystą wybranym z listy nr 8 z województwa stanisławowskiego . W dniu 5 listopada 1924 złożył ślubowanie. W parlamencie przystąpił do Związku Ludowo-Narodowego. Zasiadał w Komisji Prawniczej i m.in. referował ustawę o podatku przemysłowym w 1925. Działał w organizacjach społecznych, narodowych i oświatowych. 14 kwietnia 1929 został wybrany członkiem sądu honorowego Polskiego Towarzystwa Gimnastycznego „Sokół” w Stryju . W jego kancelarii w Stryju w 1929, 1930 odbywały się zebrania w sprawie kolei lokalnej Dolina-Wygoda. Ponadto działał jako członek towarzystw narodowych, oświatowych i społecznych .

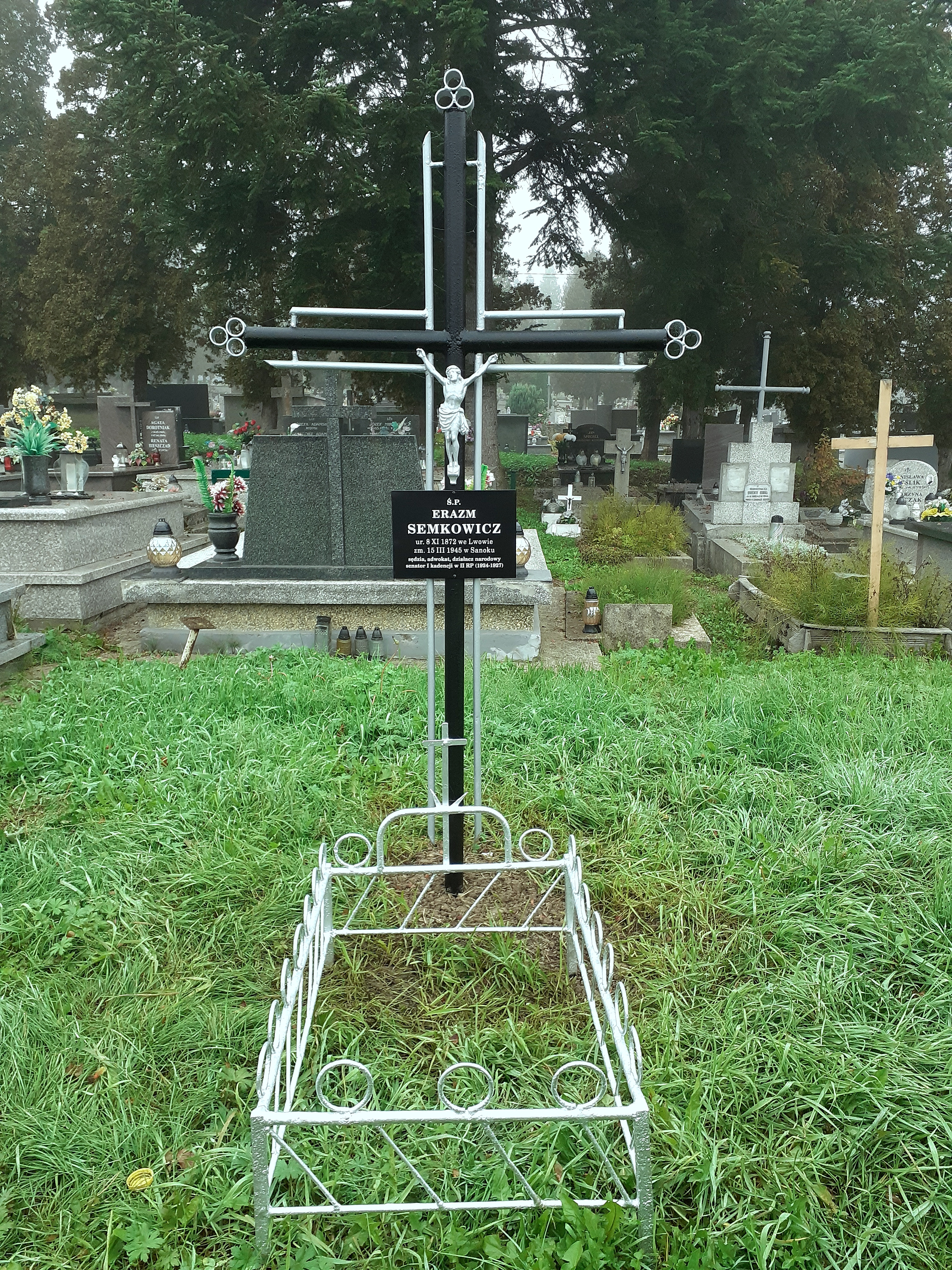
Grób Erazma Semkowicza po oznaczeniu jesienią 2022

Podczas II wojny światowej podjął pracę społeczną w Radzie Głównej Opiekuńczej i został pierwszym przewodniczącym Polskiego Komitetu Opiekuńczego w Stryju, założonego 25 października 1941, a działającego od 4 listopada tego roku . U kresu wojny po nadejściu frontu wschodniego w styczniu 1945 został stamtąd repatriowany . Do końca życia zamieszkiwał w Sanoku przy ulicy Elżbiety Granowskiej 24. Zmarł w tym mieście 15 marca 1945 . Został pochowany na cmentarzu przy ulicy Jana Matejki w Sanoku . Miał synów Zbigniewa (1914-1941, według jednej wersji zginął zamordowany przez NKWD w dniu 25 czerwca 1941 we więzieniu przy ul. Łąckiego we Lwowie, a według innej po aresztowaniu zimą 1940/1941 został deportowany w głąb ZSRR, gdzie zaginął ), Jacka i Andrzeja oraz córki Annę i Marię (1920-2001) .
Został upamiętniony wśród 151 senatorów zamordowanych, bądź ofiar represji, umieszczonych na tablicy pamiątkowej odsłoniętej w gmachu Senatu III RP w 1999.

## Odznaczenia
austro-węgierskie
- Medal Jubileuszowy Pamiątkowy dla Cywilnych Funkcjonariuszów Państwowych (przed 1912)[16]
- Krzyż Jubileuszowy dla Cywilnych Funkcjonariuszów Państwowych (przed 1912)[16]